# Ijacossus suchanovae
Ijacossus suchanovae är en fjärilsart som beskrevs av Bekker-migdisova 1951. Ijacossus suchanovae ingår i släktet Ijacossus och familjen tofsspinnare. Inga underarter finns listade i Catalogue of Life.